# سنگ‌نگاری
سنگ‌نگاری یا پتروگرافی شاخه‌ای از سنگ‌شناسی (پترولوژی) است که در آن منشأ سنگ‌ها، به‌ویژه فرایند تشکیل آن‌ها، مورد مطالعۀ علمی قرار می‌گیرد. سنگ‌نگاری بخشی از سنگ‌شناسی است که به توصیف ویژگی‌های سنگ‌های سازندهٔ زمین می‌پردازد و به منشأ و خاستگاه آن‌ها کاری ندارد. این مطالعات در واقع آغازگر سنگ‌شناسی است که در ادامه به دلیل و نحوهٔ تشکیل سنگ‌ها منتهی می‌شود که در سنگ‌زایی مورد مطالعه قرار می‌گیرد. در مقایسه، می‌توان سنگ‌شناسی را به علم مکانیک تشبیه کرد که به دو شاخهٔ سینماتیک و دینامیک تفکیک می‌شود. در این مقایسه، سنگ‌نگاری معادل سینماتیک، و سنگ‌زایی معادل دینامیک است.